# Lega internazionale di non-religiosi e atei

La Lega internazionale di non-religiosi e atei (IBKA) è un'associazione internazionale, fondata a Berlino nel 1976 come  Lega internazionale di non-religiosi (IBDK). Il nome attuale risale al 1982. Annovera circa 500 membri e 11 membri corporativi, oltre che un consiglio scientifico.
Tra i suoi obiettivi, l'IBKA promuove il razionalismo e persegue l'affermazione dei diritti umani e della libertà di religione, oltre che la separazione tra Stato e Chiesa.
L'IBKA è membro dell'Alleanza internazionale degli atei (Atheist Alliance International - AAI) e della Federazione umanista europea (European Humanist Federation - EHF). Il suo organo di stampa dal 1972 è Materialien und Informationen zur Zeit.